# Persone di cognome Warren
| Questa pagina contiene informazioni ricavate automaticamente dalle voci biografiche con l'ausilio del template Bio e di un bot. L'aggiornamento è periodico e automatico e ricostruisce completamente la pagina. Se manca una persona in questa lista, sei pregato di non aggiungerla, ma accertati piuttosto che la sua voce biografica contenga il template Bio e che i dati anagrafici siano correttamente compilati. Se il template Bio manca, inseriscilo tu stesso o, in alternativa, metti l'avviso {{tmp\|Bio}} che ne segnala la mancanza. Se i dati riportati sono sbagliati, correggi direttamente la voce biografica; le modifiche saranno visibili in questa lista entro pochi giorni. Per chiarimenti vedi il progetto antroponimi. La lista contiene solo le 66 persone che sono citate nell'enciclopedia e per le quali è stato implementato correttamente il template Bio. Pagina aggiornata al 7 giu 2025. |

Questa è una lista di persone presenti nell'enciclopedia che hanno il cognome Warren, suddivise per attività principale.

## Allenatori di calcio(1)
- Johnny Warren, allenatore di calcio e calciatore australiano (Sydney, n. 1943 - Sydney, † 2004)

## Ammiragli(2)
- John Borlase Warren, ammiraglio e politico britannico (Stapleford, n. 1753 - Londra, † 1822)
- Peter Warren, ammiraglio e politico irlandese (Warrenstown, n. 1703 - Dublino, † 1752)

## Artisti marziali misti(1)
- Joe Warren, artista marziale misto e lottatore statunitense (Grand Rapids, n. 1976)

## Attori(1)
- Marc Warren, attore britannico (Northampton, n. 1967)

## Attrici(10)
- Estella Warren, attrice, modella e nuotatrice artistica canadese (Peterborough, n. 1978)
- Adrienne Warren, attrice, cantante e ballerina statunitense (Hampton Roads, n. 1987)
- Amanda Warren, attrice statunitense (New York, n. 1982)
- Jennifer Warren, attrice statunitense (New York, n. 1941)
- Karle Warren, attrice statunitense (Salinas, n. 1992)
- Kiersten Warren, attrice statunitense (Creston, n. 1965)
- Lesley Ann Warren, attrice statunitense (New York, n. 1946)
- Marcia Warren, attrice britannica (Watford, n. 1943)
- Nicola Warren, attrice britannica
- Sharon Warren, attrice statunitense (Opelika, n. 1975)

## Attrici pornografiche(1)
- Martina Warren, ex attrice pornografica britannica (Romford, n. 1983)

## Baritoni(1)
- Leonard Warren, baritono statunitense (New York, n. 1911 - New York, † 1960)

## Bassisti(1)
- James Warren, bassista e cantautore britannico (Bristol, n. 1951)

## Calciatori(5)
- Ben Warren, calciatore inglese (Newhall, n. 1879 - † 1917)
- Doug Warren, ex calciatore statunitense (Palatine, n. 1981)
- Gary Warren, calciatore inglese (Bristol, n. 1984)
- Jay Warren, calciatore francese (n. 1989)
- Marco Warren, calciatore bermudiano (n. 1993 - Bermuda, † 2023)

## Cestisti(6)
- Bob Warren, cestista statunitense (Murray, n. 1946 - † 2014)
- Chris Warren, ex cestista statunitense (Garland, n. 1981)
- Chris Warren, cestista statunitense (Orlando, n. 1988)
- Andrew Warren, ex cestista statunitense (Indianapolis, n. 1987)
- T.J. Warren, cestista statunitense (Durham, n. 1993)
- Willie Warren, cestista statunitense (Dallas, n. 1989)

## Chimici(1)
- David Warren, chimico e inventore australiano (Groote Eylandt, n. 1925 - Melbourne, † 2010)

## Compositori(2)
- Harry Warren, compositore e paroliere statunitense (New York, n. 1893 - Los Angeles, † 1981)
- Patrick Warren, compositore, arrangiatore e produttore discografico statunitense (New York, n. 1957)

## Compositrici(1)
- Diane Warren, compositrice statunitense (Van Nuys, n. 1956)

## Criminali(1)
- Curtis Warren, criminale inglese (Toxteth, n. 1963)

## Critici letterari(1)
- Austin Warren, critico letterario statunitense (Waltham, n. 1899 - Providence, † 1986)

## Culturisti(1)
- Branch Warren, culturista statunitense (Tyler, n. 1975)

## Danzatori(1)
- Vincent Warren, ballerino e archivista statunitense (Jacksonville, n. 1938 - Montreal, † 2017)

## Filosofi(1)
- Josiah Warren, filosofo, inventore e musicista statunitense (Boston, n. 1798 - Boston, † 1874)

## Flautisti(1)
- Geoff Warren, flautista e compositore britannico

## Fotografi(1)
- Allan Warren, fotografo, scrittore e attore britannico (Londra, n. 1948)

## Generali(1)
- Gouverneur K. Warren, generale statunitense (Cold Spring, n. 1830 - Newport, † 1882)

## Giocatori di football americano(6)
- Carter Warren, giocatore di football americano statunitense (Paterson, n. 1999)
- Chris Warren, ex giocatore di football americano statunitense (Silver Spring, n. 1968)
- Jaylen Warren, giocatore di football americano statunitense (Clinton, n. 1998)
- Gerard Warren, giocatore di football americano statunitense (Lake City, n. 1978)
- Terrence Warren, ex giocatore di football americano statunitense (Louisville, n. 1969)
- Tyler Warren, giocatore di football americano statunitense (n. 2002)

## Giuriste(1)
- Elizabeth Warren, giurista e politica statunitense (Oklahoma City, n. 1949)

## Giuristi(1)
- Earl Warren, giurista e politico statunitense (Los Angeles, n. 1891 - Washington, † 1974)

## Medici(3)
- John Collins Warren, medico statunitense (Boston, n. 1778 - Boston, † 1856)
- Joseph Warren, medico e patriota statunitense (Roxbury, n. 1741 - Bunker Hill, † 1775)
- Stafford Warren, medico statunitense (Nuovo Messico, n. 1896 - Los Angeles, † 1981)

## Militari(1)
- Odoardo Warren, militare, ingegnere e cartografo irlandese (Firenze, † 1760)

## Pastori protestanti(1)
- Rick Warren, pastore protestante statunitense (San Jose, n. 1954)

## Patologi(1)
- Robin Warren, patologo australiano (Adelaide, n. 1937 - Perth, † 2024)

## Piloti motociclistici(1)
- Samuel Warren, pilota motociclistico inglese (Derby, n. 1982)

## Politiche(1)
- Diane Black, politica statunitense (Baltimora, n. 1951)

## Politici(1)
- Fuller Warren, politico statunitense (Blountstown, n. 1905 - Miami, † 1973)

## Pugili(1)
- Rau'shee Warren, pugile statunitense (Cincinnati, n. 1987)

## Registi(3)
- David Warren, regista statunitense
- Edward Warren, regista, attore e produttore cinematografico statunitense (Boston, n. 1856 - Los Angeles, † 1930)
- Norman J. Warren, regista, montatore e produttore cinematografico inglese (Londra, n. 1942 - † 2021)

## Storici(1)
- Charles Warren, storico statunitense (Boston, n. 1868 - Washington, † 1954)

## Tuffatori(1)
- Ethan Warren, tuffatore australiano (Sunnybank, n. 1991)

## Velisti(1)
- Alan Warren, ex velista britannico (Praga, n. 1935)

## Vescovi cattolici(1)
- Douglas Joseph Warren, vescovo cattolico australiano (Canowindra, n. 1919 - Parkes, † 2013)